# José Miguel Arredondo
José Miguel del Corazón de Jesús Arredondo (Canelones, 8 de mayo de 1829 - Buenos Aires, 20 de septiembre de 1904) fue un militar uruguayo de larga carrera en las guerras civiles argentinas y en la Guerra del Paraguay. También luchó en la frontera con los indios, y dirigió una fracasada revolución contra el gobierno uruguayo en 1886.

## Carrera militar
Bautizado en la parroquia Nuestra Señora de Guadalupe, inició su carrera como soldado del sitio de Montevideo, durante la Guerra Grande. Fue incorporado al ejército de Urquiza, a órdenes de quien participó en la batalla de Caseros. Pidió la baja del ejército uruguayo y se incorporó a la defensa contra el sitio de Buenos Aires por los federales, de 1852 y 1853. Luego prestó servicios en la frontera contra los indios durante muchos años.
Peleó en la batalla de Cepeda de 1859, como comandante de un regimiento de infantería, y organizó y comandó otro para la batalla de Pavón. Fue ascendido al grado de coronel.
Después de la masacre de Cañada de Gómez, en que se distinguió por su crueldad con los vencidos, participó en la campaña contra el caudillo Ángel Vicente Peñaloza, enfrentándolo en varias batallas durante el primer alzamiento de este. Durante el segundo alzamiento de Peñaloza se destacó una vez más como un jefe violento, que arrasó varios pueblos de la provincia de La Rioja.
Participó en la guerra del Paraguay y luchó en las principales batallas, entre ellas Boquerón y Tuyutí.
A fines de 1866 fue enviado a las provincias de Cuyo, a órdenes del general Paunero, a reprimir a los federales que se habían lanzado a la "revolución de los colorados". Expulsó a los federales de Córdoba y de allí avanzó a San Luis, como jefe de avanzada del ejército. El 1.º de abril de 1867 derrotó al general Juan Saá en la batalla de San Ignacio, una victoria clave que marcó la decadencia federal, ganándose el ascenso a general. Toda la resistencia quedó en manos del caudillo Felipe Varela, a quien persiguió durante meses por La Rioja y San Juan.
En 1868 fue nombrado comandante general de la frontera con el indio en Córdoba, San Luis y Mendoza. Durante su mandato no tuvo grandes problemas con los indios ranqueles, que estaban mucho más pacíficos que los indios pampas de Calfucurá. En 1870 tomó parte en la guerra contra el último caudillo federal, López Jordán, en Entre Ríos.

## Dos revoluciones
En 1874, al ser derrotado en las elecciones nacionales su amigo Bartolomé Mitre, dirigió la sublevación de las fuerzas de frontera y del sur de Córdoba contra la presidencia de Nicolás Avellaneda. Tomó el control de Villa Mercedes, en San Luis, donde el general Teófilo Ivanowski fue muerto por su negativa a unirse a la revolución, y ocupó la ciudad de Córdoba.
Para enfrentarlo, fue enviado el coronel Julio Argentino Roca, que se retiró lentamente delante de Arredondo. Este lo siguió hasta el sur de la provincia y ocupó San Luis, mientras el otro núcleo de los revolucionarios, dirigido por Mitre, vagaba por el interior de la provincia de Buenos Aires y pronto sería derrotado.
Arrendondo invadió la provincia de Mendoza, derrotando a sus milicias en la primera batalla de Santa Rosa y deponiendo al gobernador Francisco Civit. Organizó su defensa en el mismo punto, donde Roca lo esquivó y lo atacó por la retaguardia, derrotándolo y tomándolo prisionero el 7 de diciembre de 1874. Pero, al saber que pensaban condenarlo a muerte, el propio Roca lo dejó escapar a Chile.
Regresó solamente cuando los demás revolucionarios fueron indultados, y fue reincorporado al ejército. Participó en la conquista del desierto dirigida por el ahora general Roca en 1879. Al año siguiente no quiso participar en la revolución porteña dirigida por Carlos Tejedor ni en su represión, por lo que pasó a Montevideo junto con Mitre.
Pidió la baja del ejército argentino en 1886, y poco tiempo después invadió el Uruguay, acompañado por el general Enrique Castro, con la idea de derrocar al presidente Máximo Santos. Pero fue derrotado en Quebracho por el coronel Máximo Tajes, futuro presidente del Uruguay, y tuvo que huir a Brasil.
Regresó a la Argentina y fue reincorporado como general de división en 1890, siendo más tarde miembro del Consejo Superior de Guerra y comandante de la División Cuyo. Se retiró del servicio en 1898.